# 迪爾施巴赫河
50°59′10.2″N 7°15′2.4″E / 50.986167°N 7.250667°E

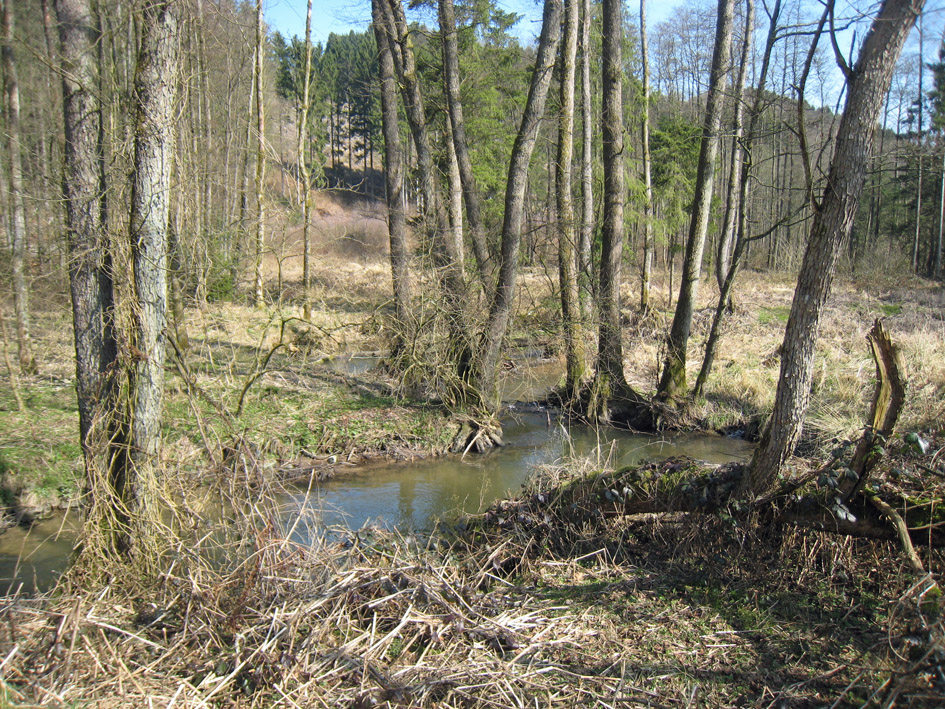

迪爾施巴赫河（德語：Dürschbach），是德國的河流，位於該國西部，處於北萊茵-威斯特法倫州，屬於敘爾茨河的支流，河道全長9公里，流域面積17平方公里。